# Brachymenium speirocladum
Brachymenium speirocladum là một loài Rêu trong họ Bryaceae. Loài này được Müll. Hal. ex Besch. mô tả khoa học đầu tiên năm 1880.